# Акказынов, Алихан Макыбаевич
Алихан Акказынов (23 октября 1979) — казахстанский футболист, самый молодой автор гола ФК «Кайрат».

## Карьера

### Клубная
Воспитанник ФК «Намыс».
Начал профессиональную карьеру в 1996 году в «Кайрате». Провёл в клубе четыре сезона, после перешёл в другой алматинский клуб - в «ЦСКА-Кайрат».
Проведя там два сезона, в 2001 году перешёл в актауский «Мангистау». В том же году вернулся в «Кайрат», где в 2002 году в 23-летнем возрасте из-за травм закончил свою карьеру.

### Сборная
Акказынов играл в составе молодёжной сборной Казахстана, сыгравшей единственный раз в финальной части чемпионата мира.
В 2000 году Акказынов играл в составе Олимпийской сборной.

## Достижения
«Кайрат»
- Обладатель Кубка Казахстана: 1996/1997, 2001
- Бронзовый призёр чемпионата Казахстана: 1997
- Серебряный призёр Первой лиги Казахстана: 1998

## Личная жизнь
По состоянию на 2014 год жил в Алматы, занимался бизнесом.